# Spellcasting 101
Spellcasting 101: Sorcerers Get All The Girls ist ein Textadventure mit Grafiken des US-Herstellers Legend Entertainment, das 1990 für MS-DOS erschien.

## Handlung
Der Spieler übernimmt die Rolle von Ernie Eaglebeak, einem Teenager aus Port Gecko in der fiktiven Welt Peloria. Eaglebeak ist verliebt in Lola Tigerbelly, die sich aber mehr für seinen Stiefvater Joey Rottenwood interessiert. Um seine Chancen bei Lola zu steigern, hatte sich Ernie an der renommierten Sorcerer University für ein Magiestudium beworben. Zu Beginn des Spiels bekommt Ernie eine Aufnahmebestätigung der Universität. Aufgabe des Spielers ist es zunächst, seinem Stiefvater Joey Rottenwood zu entkommen, der Ernies Studienplänen ablehnend gegenübersteht, und sich an der Universität einzuschreiben. Nachdem er sich an der Universität akklimatisiert und seinen Betreuer Otto Tickingclock kennengelernt hat, wird er Zeuge eines Überfalls auf die Lehranstalt, bei dem Tickingclock entführt und ein wertvolles und gefährliches Artefakt gestohlen wird. Es obliegt dem Spieler in Gestalt von Ernie, den Vorfall aufzuklären.

## Spielprinzip und Technik
Spellcasting 101 ist ein Textadventure, das heißt, Umgebung und Geschehnisse werden als Bildschirmtext ausgegeben und die Visualisierung obliegt zum größten Teil der Fantasie des Spielers. Im Gegensatz zu klassischen Textadventures, die über keinerlei graphische Ausschmückung verfügen, wartet Spellcasting 101 mit einem Bild der jeweiligen Umgebung sowie einem Point-and-Click-Interface auf, mit dem sich einfache Kommandos mit der Maus erstellen lassen. Für komplexe Steuerungsbefehle muss der Spieler allerdings auch weiterhin auf den Textparser zurückgreifen. Das Spiel unterstützte den EGA-Standard und konnte Standbilder in entsprechender Qualität anzeigen, außerdem gab es eine rudimentäre Klanguntermalung.
Spellcasting 101 enthält mehrere Situationen, in denen der Spieler in engeren Kontakt zu weiblichen NPCs tritt. Für diese Situationen gibt es zwei Spielmodi, zwischen denen beliebig gewechselt werden kann. Im voreingestellten „Nice“-Modus laufen diese Kontakte komplett jugendfrei ab, im einstellbaren „Naughty“-Modus kommt es zu zweideutigen Szenen, die leicht aufreizend beschrieben werden.
Spellcasting 101 verfügt über ein Magiesystem, das auf dem Magiesystem in Infocoms Enchanter-Trilogie aufbaut und letztendlich teilweise auf der Erdsee-Saga von Ursula K. LeGuin und teilweise auf dem vancianischen System des Rollenspiel-Regelwerks Dungeons & Dragons beruht. Wie bei Vance müssen Zaubersprüche erst im Gedächtnis „gespeichert“ werden, bevor sie genutzt werden können, und wie bei LeGuin wird ein Zauberspruch durch einen Nonsensbegriff repräsentiert. Dieser Begriff kann dann im Spiel als Verb genutzt werden. Beispielsweise heilt der Zauberspruch „VAI“ Pflanzen; die Eingabe „VAI IVY“ lässt einen kränklichen Efeu schlagartig zu einem kräftigen Rankengewächs mutieren, das man emporklettern kann.

## Produktionsnotizen
Spellcasting 101 war das erste von Legend Entertainment entwickelte Spiel, nachdem die Firma 1989 nach der Liquidierung von Infocom von deren ehemaligen Mitarbeiter Bob Bates gegründet worden war. Auch Spellcasting-Autor Meretzky war bei Infocom angestellt und dort unter anderem für die Verkaufsschlager Hitchhiker's Guide to the Galaxy und Leather Goddesses of Phobos verantwortlich gewesen. Bates fungierte als Produzent von Spellcasting 101. Mit über 50.000 verkauften Einheiten war Spellcasting 101 ein solider finanzieller Erfolg.
Das Spiel enthält eine Reihe von Beilagen, die im Spiel referenziert werden und somit einen Kopierschutz darstellen. Dabei handelt es sich um ein Registrierungsformular und einen Stundenplan der Sorcerer University sowie eine Karte der Inselwelt von Peloria.
1991 erschien mit Spellcasting 201: The Sorcerer's Appliance ein Nachfolger des Spiels, 1992 mit Spellcasting 301: Spring Break ein dritter Teil. Ein vierter Teil, Spellcasting 401: The Graduation Ball, kam über das Planungsstadium nie hinaus.

## Rezeption
Das ACE Magazine lobte die komplexe und motivierende Story, kritisierte aber gelegentliche Fehler des Parsers und bezeichnete den Humor als teilweise „fürchterlich“. Die ASM befand, Spellcasting 101 „sprudele vor verrückten Ideen nur so über“, und vergab das Gütesiegel „ASM Hit“. Die Power Play hob Humor, Story, Grafik und das technische Gerüst positiv hervor und merkte an, dass fortgeschrittene Englischkenntnisse Voraussetzung für das Spiel seien. Power-Play-Redakteur Heinrich Lenhardt befand, das Spiel gehöre „zu den ganz wenigen Sahnehäubchentiteln auf dem Adventure-Kuchen“. Viele Medien verglichen Spellcasting 101 mit dem kurz zuvor erschienenen Wonderland der Konkurrenzfirma Magnetic Scrolls und hielten einstimmig fest, dass Wonderland technisch fortgeschrittener sei. Ein inhaltlicher Vergleich fand aufgrund grundlegend unterschiedlicher Thematik nicht statt.
Spellcasting 101 erhielt 1991 einen Showcase Award auf der CES. Die CGW nominierte das Spiel bei den Games of the Year 1991 für den Titel „Adventure Game of the Year“ und ordnete es in seiner Liste „15 Funniest Games of All Time“ auf Platz 11 ein.